# Karl Gölsdorf

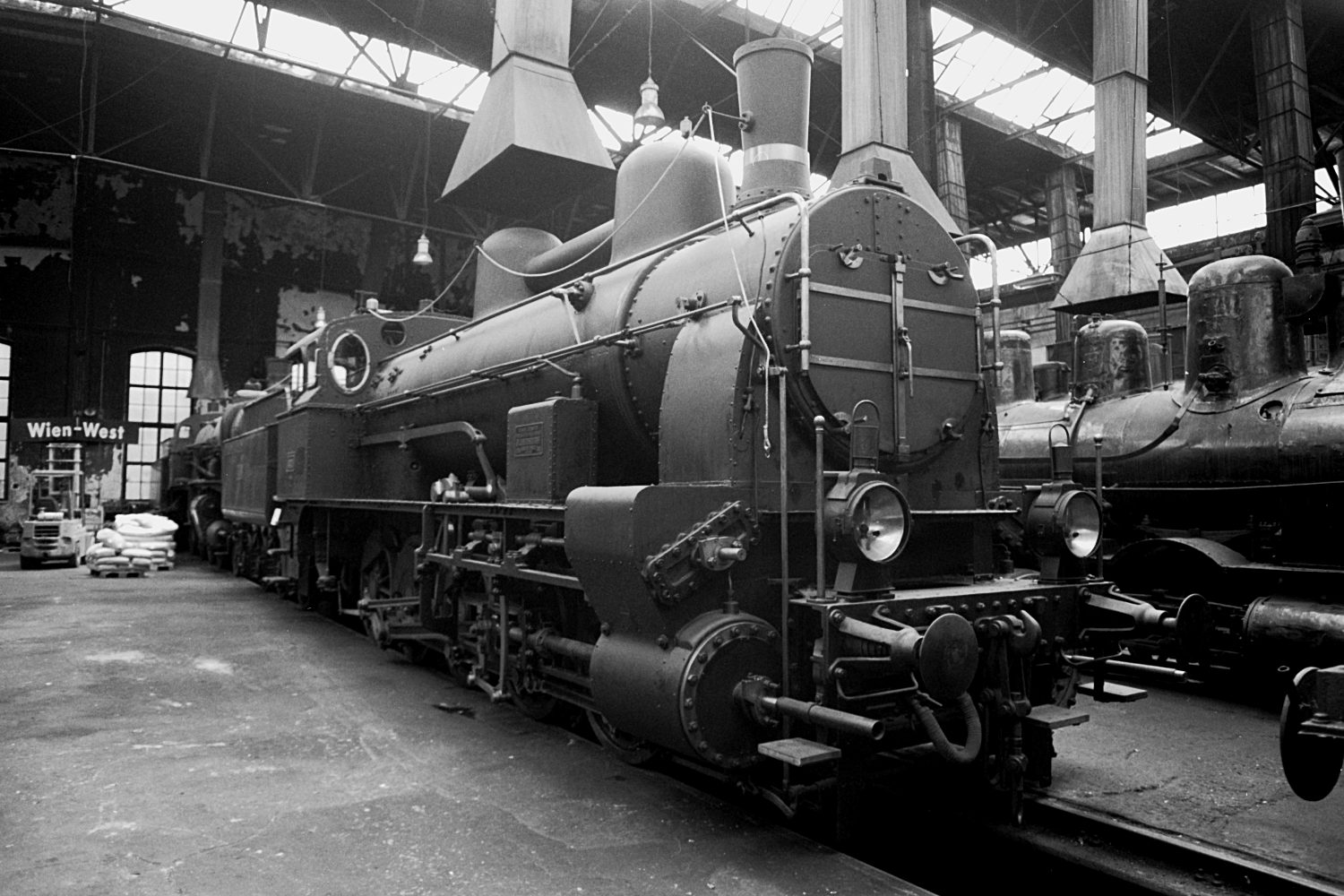
A 180.01 a strasshofi vasútmúzeumban

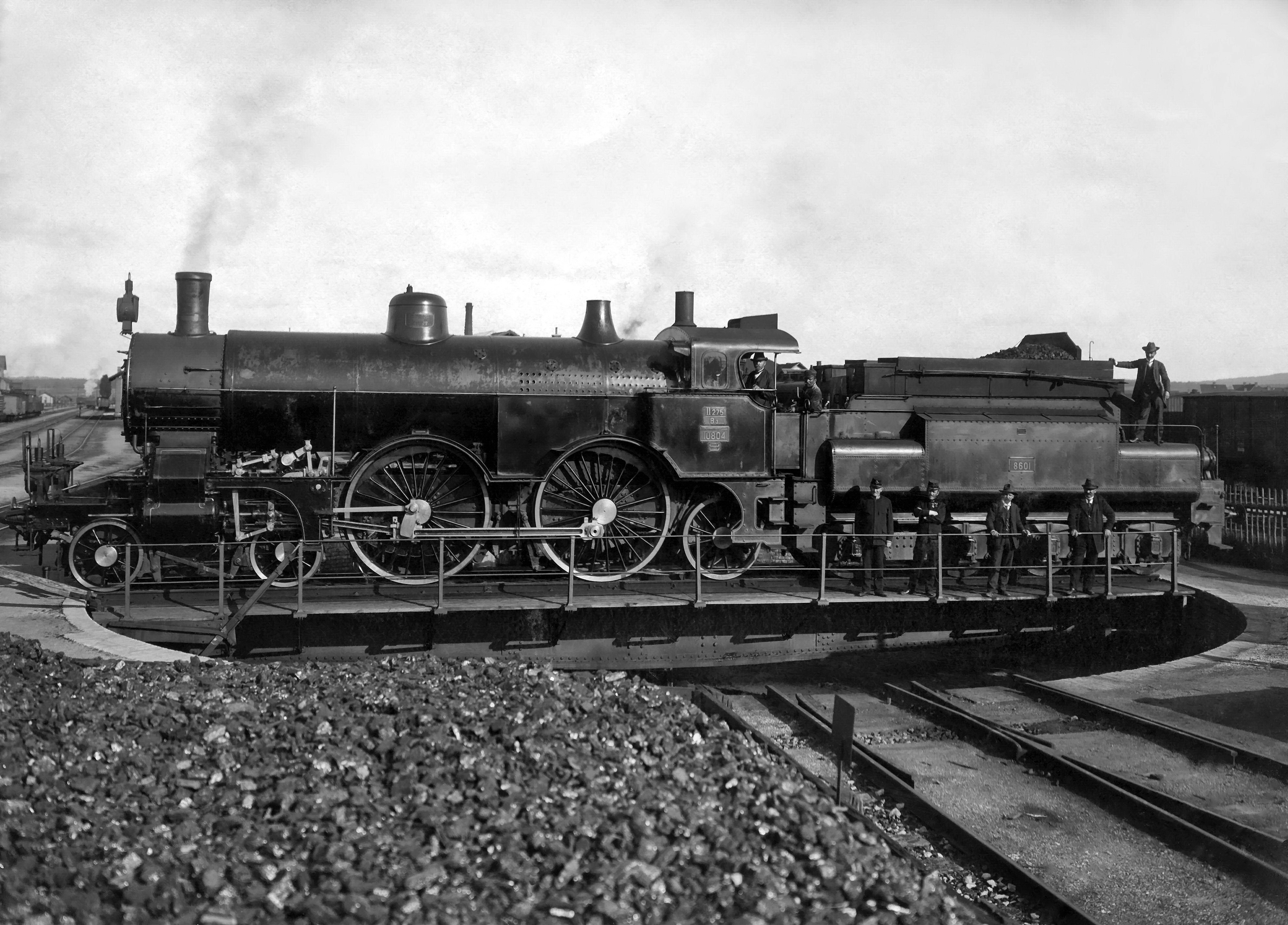
A 108-as gőzmozdony

Karl Gölsdorf (Bécs, 1861. június 8.– Bécs, 1916. március 18.) osztrák származású mozdonykonstruktőr. Apja szintén híres mérnök volt, Louis Adolf Gölsdorf. Élete során számos híres gőzmozdony-sorozatot tervezett.

## Gőzmozdonyai
Karl Gölsdorf az alábbi mozdonyokat tervezte (A lista nem teljes):
- MÁV 375 sorozat
- SB/DV 109 sorozat
- KkStB 10 sorozat
- KkStB 60 sorozat
- KkStB 6 sorozat
- KkStB 206 sorozat
- KkStB 108 sorozat
- KkStB 310 sorozat
- KkStB 329 sorozat
- KkStB 270 sorozat
- MÁV 651 sorozat
- KkStB 110 sorozat
- KkStB 210 sorozat
- SB/DV 229 sorozat
- KkStB 180 sorozat
- KkStB 151 sorozat
- MÁV 323,9
- SB/DV 170 sorozat
- KkStB 149 sorozat
- KkStB 112 sorozat
- KkStB 11 sorozat
- KFNB Vd (Montanbahn)
- KkStB 159 sorozat
- KFNB VI
- KkStB 289 sorozat
- KkStB 9 sorozat
- SB/DV 16a
- KkStB 30 sorozat
- KkStB 55 sorozat
- KkStB 155 sorozat
- KkStB 160 sorozat
- KkStB 59 sorozat
- KkStB 162 sorozat
- KkStB 262 sorozat
- KkStB 96 sorozat
- KkStB 293 sorozat
- KkStB 93 sorozat
- KkStB 66 sorozat
- KkStB 178 sorozat
- KkStB 183
- KkStB 189
- KkStB 271 sorozat
- KkStB 174 sorozat
- KkStB 910 sorozat
- KRB II
- KkStB 163 sorozat
- KkStB 470 sorozat
- KkStB 380 sorozat
- KkStB 280 sorozat
- KkStB 100
- KkStB 169 sorozat
- KkStB 269 sorozat
- KkStB Yv sorozat

## Külső hivatkozások
- Railways of Germany